# 新城神社 (花蓮港庁)
新城社（しんじょうしゃ）あるいは新城神社（しんじょうじんじゃ）は、日本統治時代の台湾東部花蓮港庁花蓮郡研海庄に存在した神社である。日本兵と台湾原住民の抗争事件の現場に建立された慰霊碑「新城事件記念石」を基に、昭和戦前期に建立された。第二次世界大戦後、神社址の敷地はカトリック教会に買い取られ、「新城天主堂」が建造された。だが鳥居、基座などはそのまま残っている。神社の遺跡は2005年2月23日、花蓮県当局によって県の古蹟に指定された。

## 沿革
日本統治時代初頭の1896年（明治29年） 台湾東部において日本陸軍と台湾原住民タロコ族の衝突事件・新城事件が発生し、日本兵10数名が殺害された。事件現場の当地には犠牲になった日本兵の慰霊碑「殉難將士瘞骨碑」（1920年建立）、「弔魂碑」（1915年建立）、「陸軍監視哨殉難記念碑」（1920年建立）等が建立されたが、後の昭和12年（1937年）10月25日、「新城神社」が建立された。鎮座当日は花蓮港庁長・藤村寬太や花蓮郡守・吉田治久らが参列し、青年による相撲、舞踏表演、剣道などの実演が挙行された。
第二次世界大戦後、国民党政府は兵士を派遣して神社の建物を破壊したところ、何人もの兵士が発狂したという。結果、敷地は無人のまま放置された。だが民国45年（1956年）スイス国籍の神父・傅光業が神社の敷地の西側に幼稚園を建設し、1959年にはスイス国籍の神父・沙智勇が神社の東側に神父会院を建立した。さらに民国53年（1964年），オスティーネ聖教会は天主教花蓮教区名義で神社の敷地を買い上げ、天主堂を建立した。天主堂は民国55年（1966年）に落成した。

## 神社遺跡

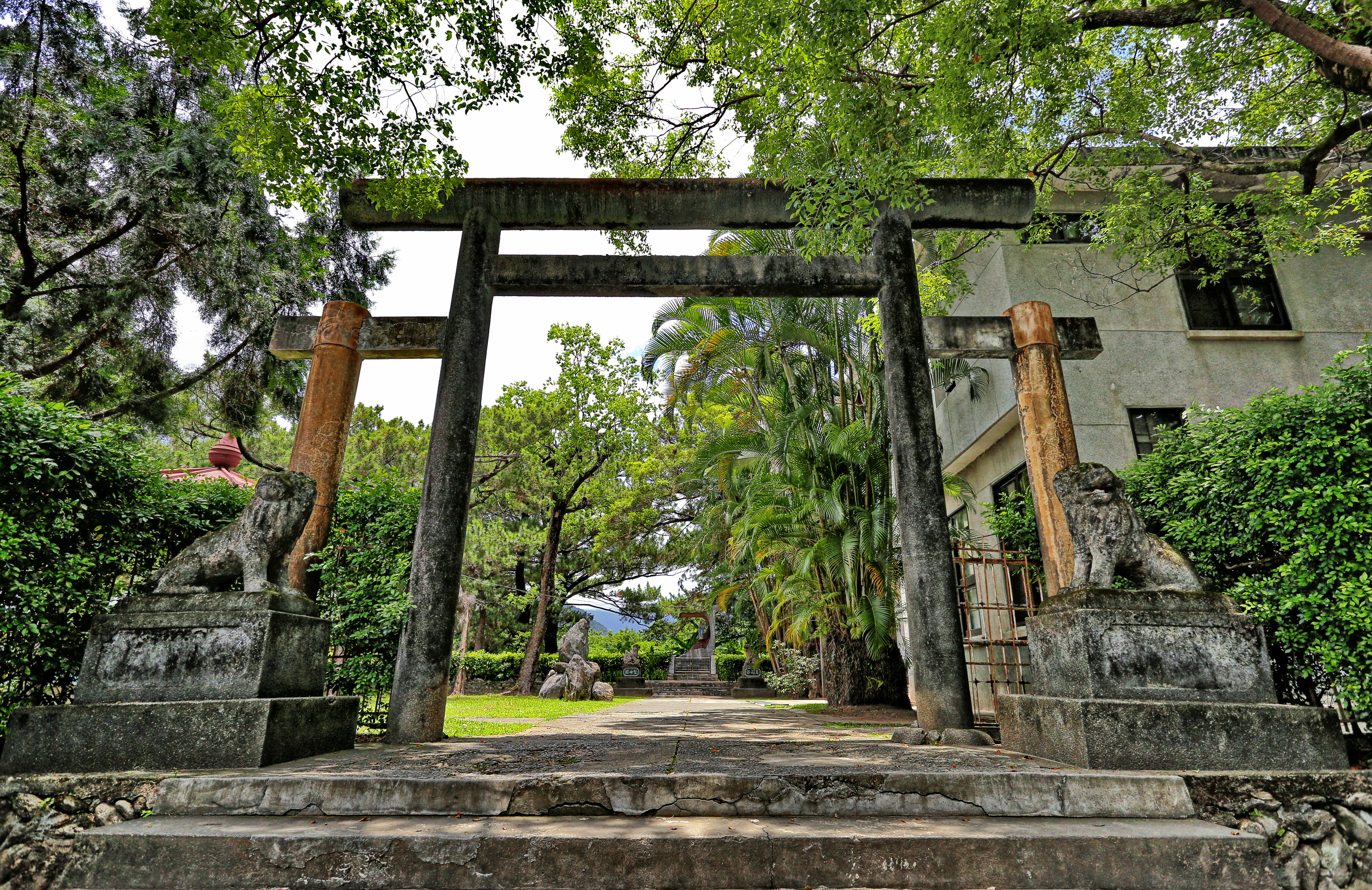
第三鳥居

新城神社には三基の鳥居があった。一の鳥居は現在の新城公園傍ら、新城天主堂への参道に存在し、1979年に新城郷公所は鳥居の上部の両端を切断した上「新城公園」の四字をはめ込んだ牌坊に改造した。二の鳥居は協会の入口にあり、上部には「天主教會」四字がある。二と三の鳥居は両側に新たな支柱が設けられた。これは新城天主堂の戴宏基神父による、増築である。
1984年に、鳥居が一部欠損する事故が起きた。
手水鉢は天主堂の内部に移設され「洗礼池」に使用されている。

## ギャラリー

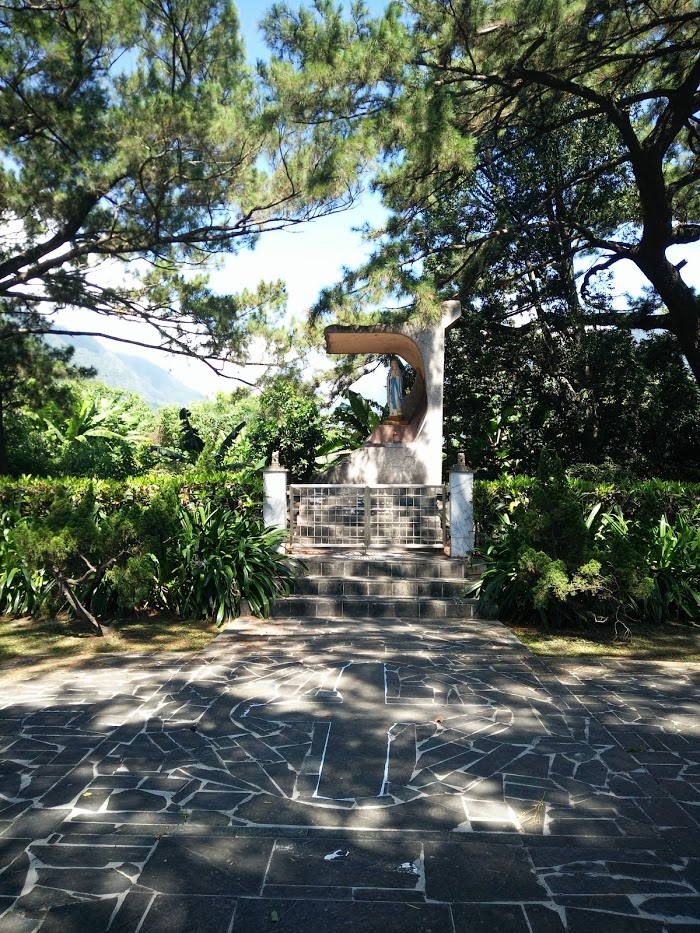
神社本殿基座の址に建立された聖母マリア像
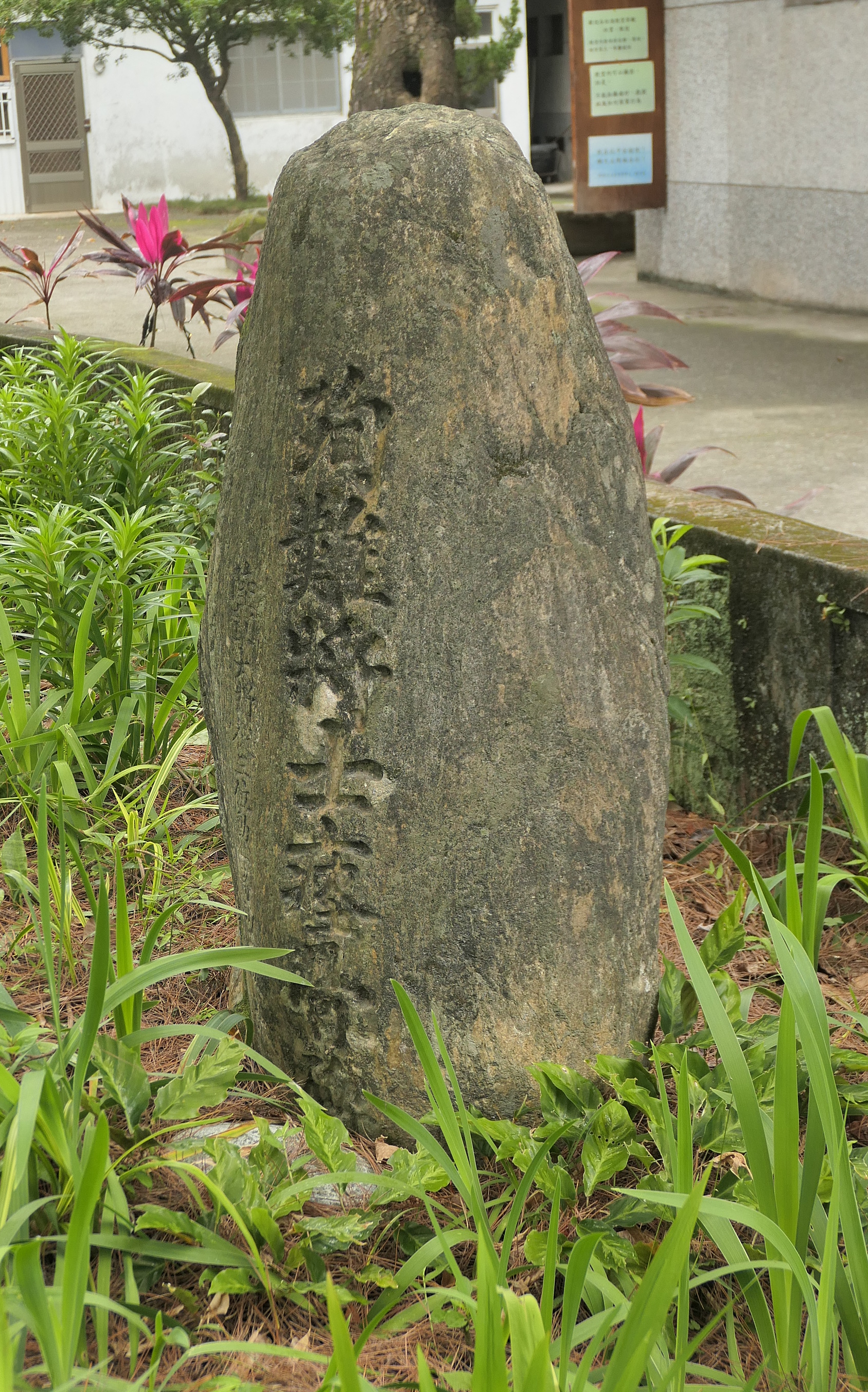
「殉難將士瘞骨碑」（新城事件記念石）
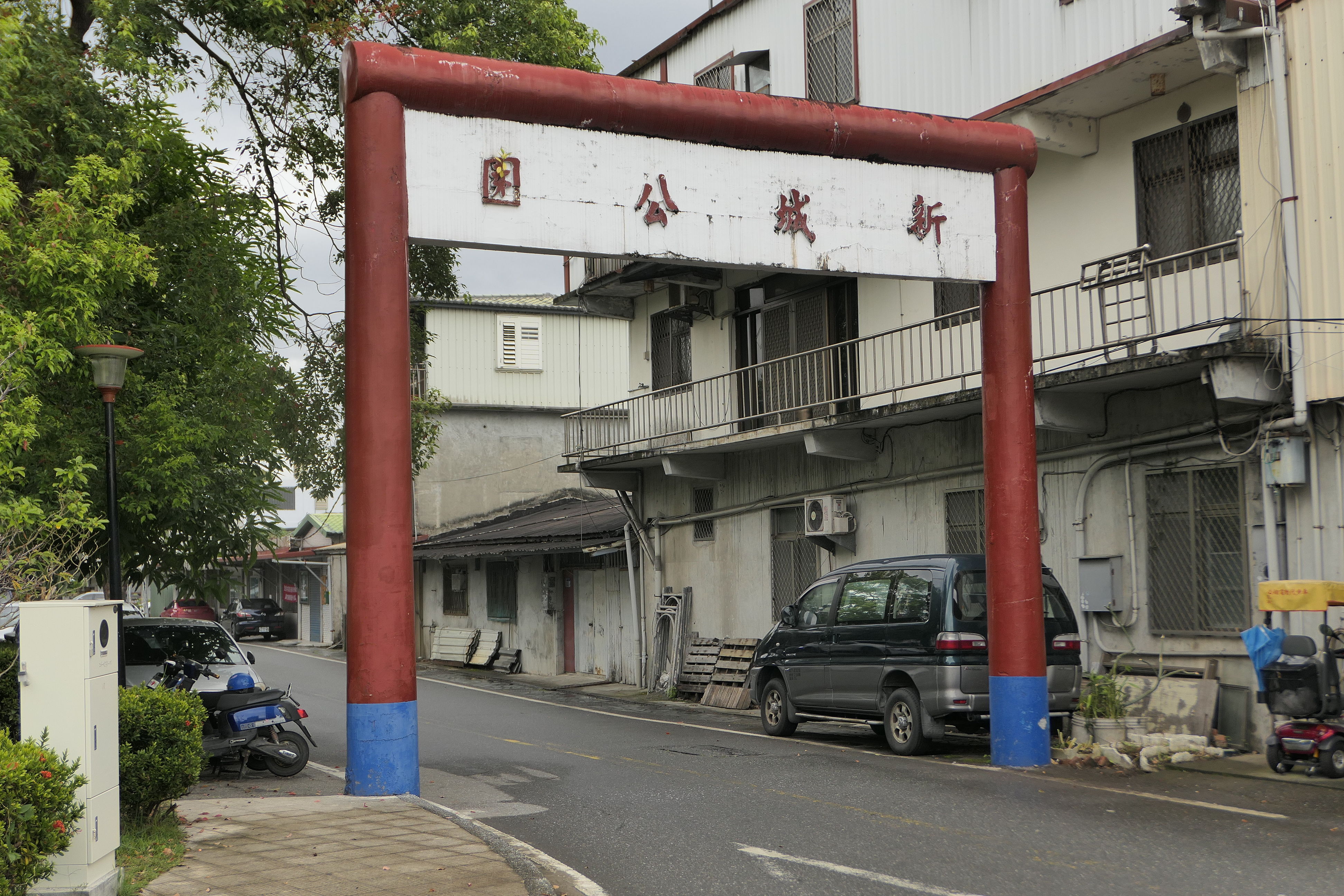
一の鳥居

## 参考
- 新城事件
- 理蕃政策